# Municipalità regionale della contea di Les Chenaux
La municipalità regionale di contea di Les Chenaux è una municipalità regionale di contea del Canada, localizzata nella provincia del Québec, nella regione di Mauricie.
Il suo capoluogo è Saint-Luc-de-Vincennes.

## Suddivisioni
Municipalità
- Batiscan
- Champlain
- Saint-Luc-de-Vincennes
- Saint-Prosper-de-Champlain
- Saint-Stanislas
- Sainte-Anne-de-la-Pérade

Parrocchie
- Notre-Dame-du-Mont-Carmel
- Saint-Maurice
- Saint-Narcisse
- Sainte-Geneviève-de-Batiscan